# 리오브랑코 (우루과이)

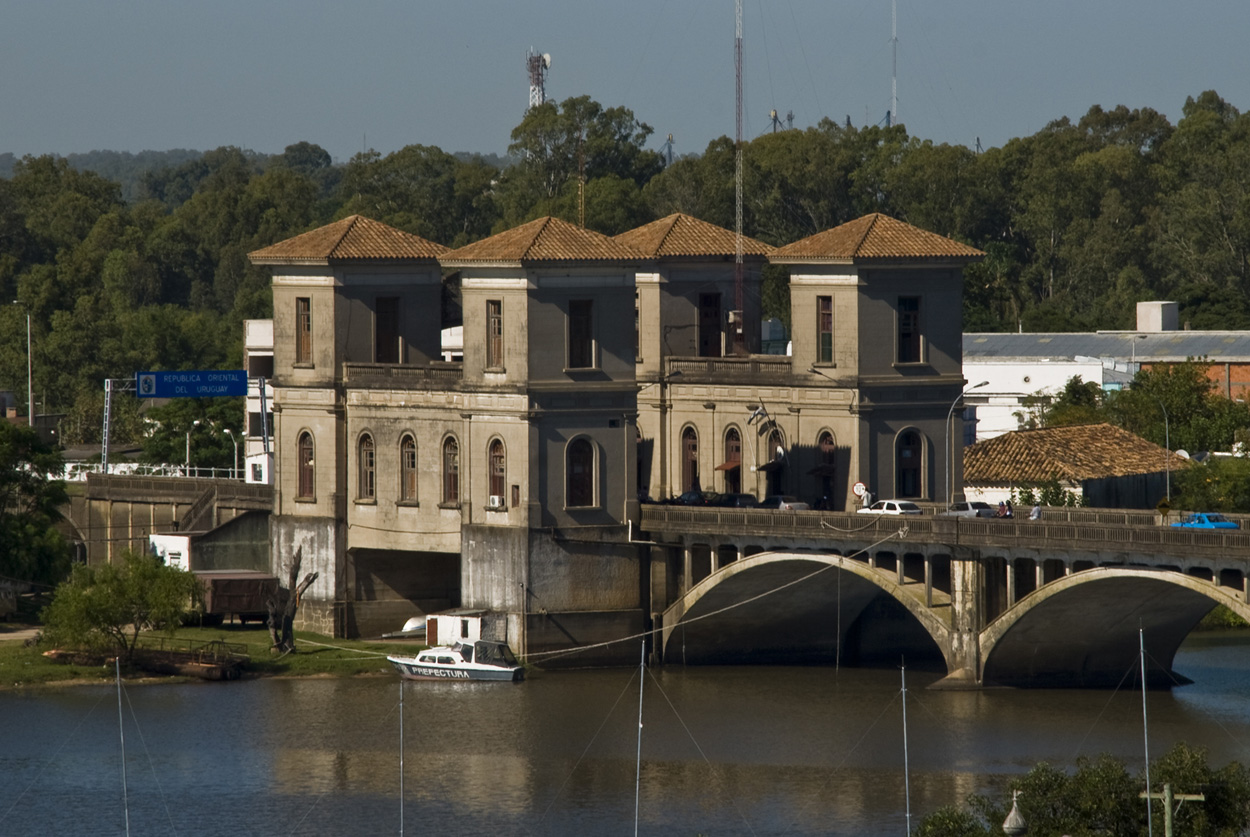
리오브랑코

리오브랑코(스페인어: Río Branco)는 우루과이 북동부에 위치한 세로라르고주의 도시로 인구는 14,604명(2011년 기준)이다. 브라질 국경과 가까운 편이다. 멜로에서 남동쪽으로 약 86km 정도 떨어진 곳에 위치한다.

## 인구
2011년, 리오브랑코의 인구는 14,604명이다.
| 연도 | 인구   |
| ---- | ------ |
| 1908 | 4,106  |
| 1963 | 4,023  |
| 1975 | 5,685  |
| 1985 | 9,072  |
| 1996 | 12,215 |
| 2004 | 13,456 |
| 2011 | 14,604 |

출처: Instituto Nacional de Estadística de Uruguay